# Preußische G 7.3
Die Dampflokomotiven der preußischen Gattung G 7.3 waren die dritten aus der G 7-Reihe und für die Beförderung von schweren Güterzügen auf steigungsreichen Strecken vorgesehen, auf denen die zulässige Achslast noch nicht so hoch war. Dies betraf zum Beispiel die Strecken Paderborn–Holzminden und Betzdorf–Siegen.
Durch die vordere Laufachse konnte ein größerer Kessel verwendet werden. Die G 7.3 war wie die G 7.2 in Verbund-Bauart ausgeführt. Insgesamt wurden von dieser Lok zwischen 1893 und 1895 nur 15 Exemplare, alle von Hanomag, gebaut, da durch die Erhöhung der zulässigen Achslasten auch die billigeren G 7 ohne vordere Laufachse diese Strecken befahren konnten. Im Ersten Weltkrieg erinnerte man sich an diesen Typ, da man einfache Lokomotiven mit einer geringen Achslast benötigte, und nahm die Produktion wieder auf. Es wurden weitere 70 Exemplare von den Unternehmen Maffei, Krauss und der Maschinenfabrik Esslingen gebaut. Sie wichen von der alten Lieferserie unter anderem durch den höheren Kesseldruck von 14 bar und einen Speisewasser-Vorwärmer ab. Sie wurden direkt an die Deutschen Heeresbahnen abgeliefert.
Nach dem Ersten Weltkrieg mussten einige Lokomotiven an das Ausland abgegeben werden. So betrieb die PKP 23 Maschinen unter der Baureihenbezeichnung Tr1. Belgien erhielt 17 Maschinen unter der Baureihenbezeichnung HL 73. 14 davon gehörten die Deutschen Heeresbahnen.
Die Friedrich-Franz-Bahn in Mecklenburg kaufte über den Althandel fünf und die Lübeck-Büchener Eisenbahn vier G 7.3. Die Deutsche Reichsbahn übernahm 1925 elf Exemplare in ihren Umzeichnungsplan für Dampflokomotiven. Die G 7.3 aus Preußen bekamen die Betriebsnummern 55 701 und 56 001–005, die Fahrzeuge aus Mecklenburg die Betriebsnummern 56 201–205. Nach der Verstaatlichung der Lübeck-Büchener Eisenbahn im Jahr 1938 kamen noch zwei G 7.3 als 56 001 und 002 in den Bestand der Reichsbahn.